# 상가이 응게두프
상가이 응게두프(Sangay Ngedup, 1953년 7월 1일 ~ )는 부탄의 전임 총리대신이며, 부탄 중서부의 놉강(Nobgang)에서 태어났다. 1명의 형제와 5명의 자매가 있는데, 그 중 4명이 지미 싱게 왕추의 비였다. 인도 뉴델리에 유학한 뒤, 1976년에 외교관이 되었다. 1999년부터 2000년까지 총리를 지낸 후, 2005년 9월 5일에 재차 총리 가 되었다. 2006년 칸두 왕축에게 총리 직책을 물려주었다. 이름 앞에 리용포(Lyonpo, 종카어로 대신(大臣)이라는 뜻)라는 수식어가 붙는 것은 이 때문이다.
| 전임 지그메 틴레이 | 부탄의 총리 1999년 7월 9일 ~ 2000년 7월 20일 | 후임 예셰이 짐바 |

| 전임 예셰이 짐바 | 부탄의 총리 2005년 9월 5일 ~ 2006년 9월 7일 | 후임 칸두 왕축 |